# 大前美穂子
大前 美穂子（おおまえ みほこ、1989年3月31日 - ）は、日本のローカルタレント。オフィスキイワード所属。
兵庫県高砂市出身。佛教大学卒業。

## 出演番組
- FMみっきぃ「みきらぢハチヒル」木曜日(奇数週)パーソナリティー(生放送、ただし祝日は放送休止)
- BAN-BANラジオ「あさスパ!」金曜日パーソナリティー(祝日は休止)
- J:COM「ジモスポ！」

- BAN-BANラジオ「あさスパ!」、「ウキウキバンビーナ」2018年7月25日[2]（宇田満里子の代打）